# Kanton Charmes
Charmes is een kanton van het departement Vogezen in Frankrijk. Het kanton maakt deel uit van het arrondissement Épinal.

## Gemeenten
Het kanton Charmes omvatte tot 2014 de volgende 26 gemeenten:
- Avillers
- Avrainville
- Battexey
- Bettoncourt
- Bouxurulles
- Brantigny
- Chamagne
- Charmes (hoofdplaats)
- Essegney
- Évaux-et-Ménil
- Florémont
- Gircourt-lès-Viéville
- Hergugney
- Langley
- Marainville-sur-Madon
- Pont-sur-Madon
- Portieux
- Rapey
- Rugney
- Savigny
- Socourt
- Ubexy
- Varmonzey
- Vincey
- Vomécourt-sur-Madon
- Xaronval

Bij de herindeling van de kantons door het decreet van 13 februari 2014, met uitwerking op 22 maart 2015, werden daar volgende gemeenten aan toegevoegd: 
- Bettegney-Saint-Brice
- Bouxières-aux-Bois
- Bult
- Châtel-sur-Moselle
- Clézentaine
- Damas-aux-Bois
- Deinvillers
- Derbamont
- Fauconcourt
- Gugney-aux-Aulx
- Hadigny-les-Verrières
- Haillainville
- Hardancourt
- Jorxey
- Madegney
- Moriville
- Moyemont
- Nomexy
- Ortoncourt
- Regney
- Rehaincourt
- Romont
- Saint-Genest
- Saint-Maurice-sur-Mortagne
- Saint-Vallier
- Vomécourt